# Пугач, Клавдия Евтроповна
Клавдия Евтроповна Пугач, в девичестве — Шапошник (12 июля 1925, село Георгиевка, Марьинский район, Сталинский округ, Украинская ССР — неизвестно, село Георгиевка, Марьинский район, Донецкая область) — звеньевая колхоза имени Ильича Марьинского района Сталинской области, Украинская ССР. Герой Социалистического Труда (1950).

## Биография
Родилась в 1925 году в крестьянской семье в селе Георгиевка Марьинского района (сегодня — Покровский район). После освобождения Донбасса от оккупации в сентябре 1943 года восстанавливала разрушенное хозяйство колхоза имени Ильича Марьинского района. Затем трудилась звеньевой молодёжно-комсомольского полеводческого звена в этом же колхозе.
В 1949 году звено под её руководством собрало в среднем с каждого гектара по 25,4 центнера подсолнечника на участке площадью 10 гектаров. Указом Президиума Верховного Совета СССР от 2 июня 1950 года удостоена звания Героя Социалистического Труда за «получение высоких урожаев пшеницы и подсолнечника в 1949 году» с вручением ордена Ленина и золотой медали «Серп и Молот».
Этим же указом званием Героя Социалистического Труда была награждена звеньевая колхоза имени Ильича Мария Игнатьевна Золотько.
После выхода на пенсию проживала в родном селе Георгиевка. С 1980 года — персональный пенсионер союзного значения. Дата смерти не установлена.